# Серет Правий
Серет Правий — річка у Тернопільському районі Тернопільської області, права притока річки Серет басейну Дністра.
Витікає в селі Нище на висоті близько 400 метрів, впадає між селами Межигори Золочівського району Львівської області і Ратищі Тернопільського району.
Має декілька приток, переважно вони течуть з півночі, тобто ліві. Найбільша з них — річка В'ятина, що впадає у Серет Правий на півночі села Піщане.
Населені пункти над Серетом Правим:
- Нище
- Гарбузів
- Манаїв
- Піщане
- Межигори
- Ратищі